# 후지시로촌 (아오모리현)
후지시로촌(藤代村)은 아오모리현 나카쓰가루군에 놓여졌던 촌이다.